# Partido Movimiento Gran Indonesia
El Partido Movimiento Gran Indonesia (en indonesio: Partai Gerakan Indonesia Raya) conocido por su acrónimo en indonesio Gerindra, es un partido político de Indonesia fundado el 6 de febrero de 2008. Sostuvo la campaña presidencial de Prabowo Subianto en las elecciones presidenciales de 2014, perdiendo contra Joko Widodo, aunque con la coalición formada antes de la elección forma parte de la mayoría del Consejo de Representantes del Pueblo. La idea para el nombre del partido vino del hermano menor de Prabowo, Hashim Djojohadikusumo, que ayudó a financiar la campaña de publicidad en televisión de Gerindra en horario estelar.
El partido obtuvo el 4.5 por ciento de los votos en la elección legislativa de 2009, y recibió 26 asientos en el Consejo de Representantes del Pueblo. Desde entonces incrementó notablemente su popularidad hasta obtener casi el 12% de los votos y 73 escaños en las legislativas de 2014.